# Бетехтин, Орест Георгиевич
Орест Георгиевич Бетехтин  (8 августа 1928, СССР — 9 мая 2020) — советский художник, живописец, Заслуженный художник Российской Федерации, член Санкт-Петербургского Союза художников (до 1992 года — Ленинградской организации Союза художников РСФСР).

## Биография
Орест Георгиевич Бетехтин родился 8 августа 1928 года.
В 1947 году поступил на живописное отделение Ленинградского института живописи, скульптуры и архитектуры. Занимается у Леонида Овсянникова, Василия Мешкова, Петра Белоусова, Иосифа Серебряного, Юрия Непринцева. В 1953 году Орест Бетехтин окончивает институт по мастерской профессора Рудольфа Френца. Дипломная работа — картина «Молодые кузнецы». В этом же выпуске институт окончили Николай Галахов, Леонид Кабачек, Марк Клионский, Иззат Клычев, Борис Котик, Валерия Ларина, Николай Ломакин, Константин Молтенинов, Георгий Песис, Валентин Преображенский, Владимир Селезнёв, Петр Смукрович, Павел Уткин, Гарри Френц, Соломон Эпштейн другие известные в будущем художники. Тесное творческое общение и дружба с ними сохранится у Бетехтина на многие годы.
В 1956 году О. Г. Бетехтин был принят в члены Ленинградского Союза советских художников. Участвовал в выставках с 1953 года, экспонируя свои работы вместе с произведениями ведущих мастеров изобразительного искусства Ленинграда. Писал жанровые и исторические картины, пейзажи, портреты, натюрморты. В 1960-1970 годах неоднократно работал в Доме творчества в Старой Ладоге. Персональная выставка в Санкт-Петербурге в 2004 году в залах Санкт-Петербургского Союза художников. В 2007 году удостоен почётного звания Заслуженный художник Российской Федерации.
Произведения О. Г. Бетехтина находятся в музеях и частных собраниях в России, Финляндии, Швеции, Швейцарии, КНР, Японии, Великобритании, Франции и других странах.

## Выставки
- 1960 год (Ленинград): Выставка произведений ленинградских художников 1960 года.
- 1960 год (Ленинград): Выставка произведений ленинградских художников.
- 1961 год (Ленинград): Выставка произведений ленинградских художников 1961 года.
- 1964 год (Ленинград): Ленинград. Зональная выставка.
- 1975 год (Ленинград): Наш современник. Зональная выставка произведений ленинградских художников.
- 1980 год (Ленинград): Зональная выставка произведений ленинградских художников.